# Магеланник жовтовусий
Магела́нник жовтовусий (Melanodera xanthogramma) — вид горобцеподібних птахів родини саякових (Thraupidae). Мешкає в Аргентині і Чилі.

## Опис

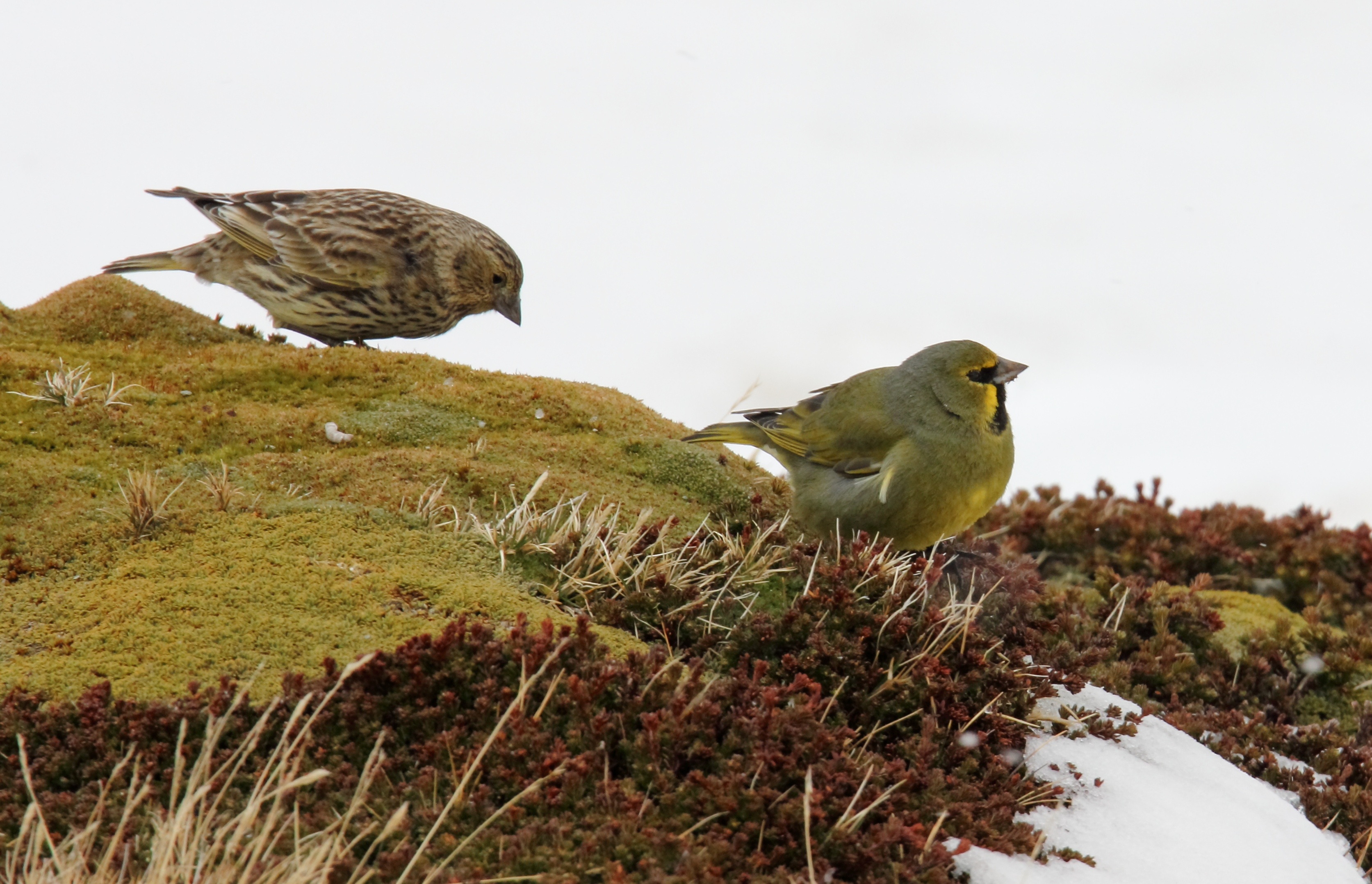
Пара жовтовусих магеланників

Довжина птаха становить 16 см. Виду притаманний статевий диморфізм. Самців мають переважно жовтувато-сіре забарвлення, на обличчі і шиї у них чорні плями, окаймлені жовтими смугами. Самиці і молоді птахи мають сірувате забарвлення, поцятковане жовтуватими плямками.

## Підвиди
Виділяють два підвиди:
- M. x. barrosi Chapman, 1923 — Чилійсько-Аргентинські Анди (на південь від Вальпараїсо і Мендоси);
- M. x. xanthogramma (Gould & Gray, GR, 1839) — Вогняна Земля.

## Поширення і екологія
Жовтовусі магеланники мешкають в Аргентині і Чилі, трапляються на Фолкленських островах. Вони живуть на помірних і високогірних луках, в чагарникових заростях і на пасовищах. Зустрічаються поодинці або парами, на висоті до 3300 м над рівнем моря. Взимку частина популяції мігрує в долини.